# Rów Kryniczny
Rów Kryniczny – lewy dopływ Czarnego Potoku o długości 3,7 km. Źródło rzeki znajduje się na Osiedlu Majdan w Zamościu w niedawno odbudowanym bagnistym źródle zwanym „Kryniczki”. Płynie równolegle wzdłuż ulicy Majdan. Przepływa pod Drogą Wojewódzką nr 843 po ok. 1,4 km wpada do Czarnego Potoku. Nazywana także Majdanką. Jest strumieniem granicznym miasta  Zamość. Przy ujściu tworzy rozlewisko i bardzo dobrze zachowane Torfowisko. W całości płynie na terenie Zamościa. Zasila niewielkie stawy i sadzawki na Osiedlu Majdan. Jest regularnie czyszczona z zarośli. To krótszy z dwóch dopływów Czarnego Potoku. Stan czystości wody jest zadowalający, a przy źródle krystaliczny.